# Ren-Ruhra
Ren-Ruhra (niem. Rhein-Ruhr, Metropolregion Rhein-Ruhr) – zespół miejski o charakterze konurbacji w Nadrenii Północnej-Westfalii (Niemcy) o powierzchni około 7 100 km², zamieszkały przez około 10-12 mln mieszkańców. Głównymi ośrodkami są Düsseldorf (stolica kraju związkowego), Kolonia, Dortmund, Mönchengladbach, Essen, Duisburg, Bochum i Wuppertal.